# Sir Griflet le Fise
Sir Griflet (también conocido como Girflet o Jaufré) es un Caballero de la Mesa Redonda en la leyenda del Rey Arturo. También se le llama el hijo de Do o Don, y es primo de Sir Lucan y Sir Bedivere.
Griflet aparece por primera vez como escudero, convirtiéndose en unos de los primeros aliados del Rey Arturo. Cuando es nombrado caballero es también uno de los primeros en convertirse en Caballero de la Mesa Redonda. También es el jefe de los consejeros de Arturo durante toda su vida, y de acuerdo con el Ciclo de Lancelot-Grial fue unos de los pocos supervivientes de la Batalla de Camlann, siendo el caballero al que Arturo pide que devuelva a Excalibur a la Dama del Lago. En la obra de Thomas Malory La muerte de Arturo, en cambio, Griflet es uno de los caballeros asesinados defendiendo la ejecución de Ginebra cuando la Reina es rescatada por Lancelot; Malory sigue la Alliterative Morte Arthure, haciendo que sea Bedivere el caballero que arroja a Excalibur al lago. 
Griflet es el héroe de su propio romance, Jaufré, el único superviviente del romance artúrico escrito en provenzal.